# Theodor Scheffer-Boichorst
Theodor Scheffer-Boichorst (* 13. Dezember 1819 in Münster; † 20. Oktober 1898 ebenda) war ein deutscher Politiker.

## Leben
Nach dem Gymnasium in Arnsberg studierte er ab 1839 die Rechte in Bonn. Zu Beginn des Studiums wurde er Mitglied des Corps Saxonia Bonn. Bis 1864 war er im Justizdienst tätig, zuletzt als Gerichtsassessor in Münster. 1864–1866 stand er der Stadtverordnetenversammlung von Münster vor. 1866–1874 und 1875–1879 saß er im Magistrat von Münster. Als Nachfolger von Caspar Offenberg war er von 1879 bis 1886 Oberbürgermeister von Münster. Anschließend lebte er dort als Rentier. Daneben war er Präsident des Westfälischen Provinzialvereins für Wissenschaft und Kunst.
1859 bis 1861 und 1862/63 war er Abgeordneter des Preußischen Abgeordnetenhauses. 1879 bis 1886 gehörte er als Oberbürgermeister dem Preußischen Herrenhaus an. 1887 bis 1892 war er Mitglied des Westfälischen Provinziallandtag.